# Ixodes cornuae
Ixodes cornuae är en fästingart som beskrevs av Joseph Charles Arthur 1960. Ixodes cornuae ingår i släktet Ixodes och familjen hårda fästingar. Inga underarter finns listade i Catalogue of Life.